# Departamento Dos de Abril
Das Departamento Dos de Abril liegt im Südwesten der Provinz Chaco im Nordwesten Argentiniens und ist eine von 25 Verwaltungseinheiten der Provinz. 
Es grenzt im Norden an das Departamento Doce de Octubre, im Osten an das Departamento Mayor Luis Jorge Fontana, im Süden an das Departamento Fray Justo Santa María de Oro und im Westen an die Departamentos Doce de Octubre und Fray Justo Santa María de Oro. 
Die Hauptstadt des Departamento Dos de Abril ist Hermoso Campo. Sie liegt 250 Kilometer von der Provinzhauptstadt Resistencia entfernt und etwa 1.100 Kilometer von Buenos Aires.

## Bevölkerung
Nach Schätzungen des INDEC stieg Bevölkerungszahl von 7.435 Einwohnern (2001) auf 9.251 Einwohner im Jahre 2005.

## Städte und Gemeinden
Das Departamento Dos de Abril besteht aus einer einzigen Gemeinde (Municipio):
- Hermoso Campo

Koordinaten: 27° 36′ S, 61° 21′ W